# Liste der Rural Municipalities in Manitoba

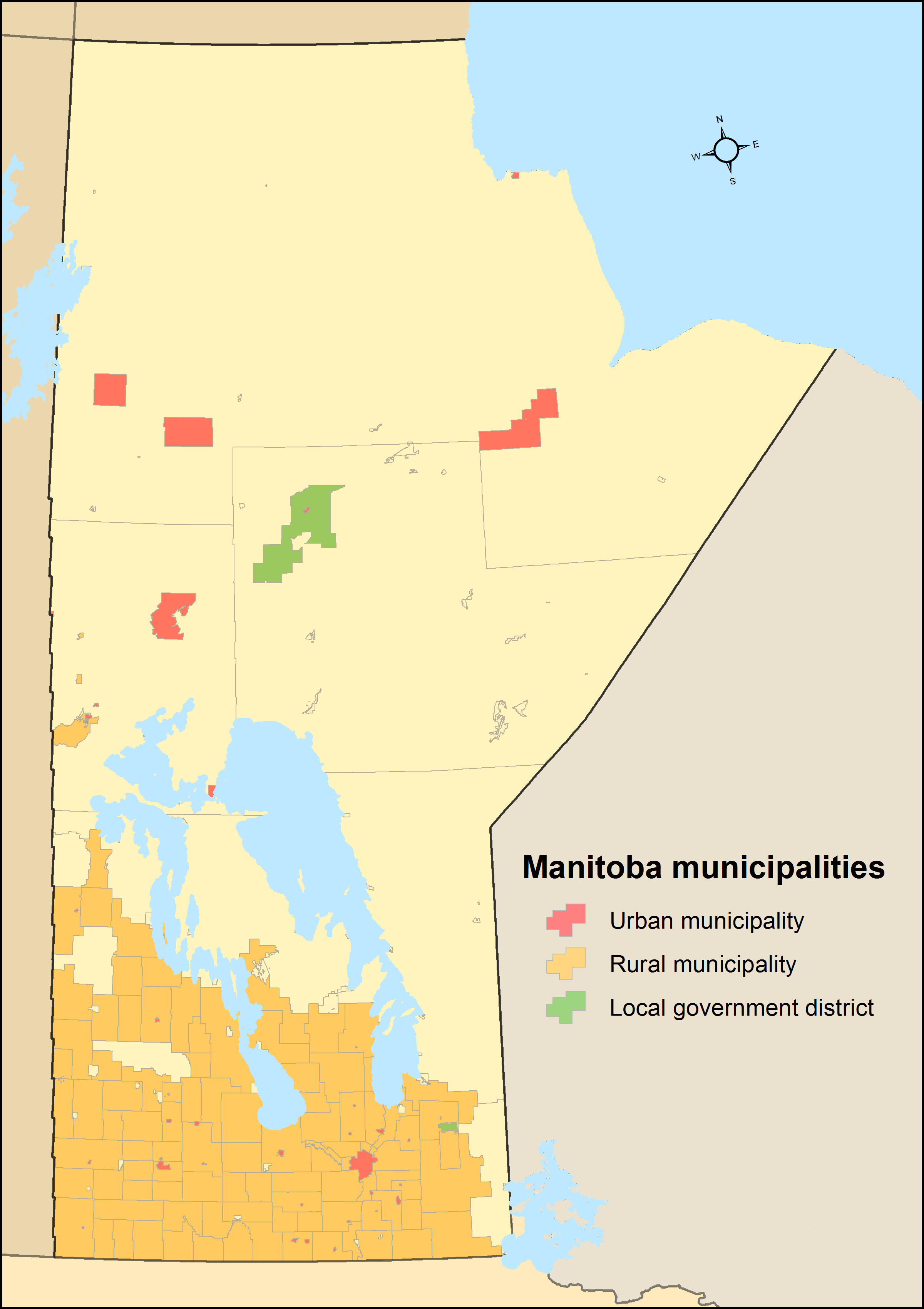
Karte zur Verwaltungsgliederung in Manitoba

Die kanadische Provinz Manitoba gliedert sich in verschiedene Arten von Verwaltungseinheiten. Neben den städtischen Verwaltungseinheiten gibt es die 98 Gemeinden mit ländlicher Struktur bzw. Landgemeinden, die (rural municipalities). Nach dem entsprechenden Gesetz (The Municipal Act, C.C.S.M. c. M225) von 1998 soll eine solche Landgemeinde mindestens 1.000 Einwohnern und eine Bevölkerungsdichte von weniger als 400 Einwohnern pro Quadratkilometer haben.
Abgesehen von der Rural Municipality of East St. Paul, die unmittelbar nordöstlich der Provinzhauptstadt Winnipeg liegt und die mehr als 200 Einwohnern pro Quadratkilometer hat, hat nur noch eine Gruppe von etwa 15 weiteren Gemeinden eine Einwohnerdichte von mehr als 10 Einwohnern pro Quadratkilometer. Die weit überwiegenden Anzahl der Gemeinden haben eine Einwohnerdichte von weniger als 10 Einwohnern pro Quadratkilometer. Etwa ein Dutzend Gemeinden haben sogar eine Einwohnerdichte von weniger als 1 Einwohner pro Quadratkilometer.
Diese ländlichen Verwaltungseinheiten existieren neben den (geographischen) Regionen und werden ausschließlich zu statistischen Zwecken nochmals zu Census Divisions zusammengefasst.
Im Jahr 2015 erfolgte in Manitoba mit dem Municipal Amalgamations Act eine umfangreiche Gebietsreform, da eine jahrzehntelange Landflucht viele Gemeinden unter die gesetzlich vorgeschriebene Mindestbevölkerungsgrenze von 1.000 Einwohnern gebracht hatte. Dabei wurden zahlreiche kleinere Verwaltungseinheiten zu größeren Verwaltungseinheiten zusammengefasst. So wurde beispielsweise die ehemalige Rural Municipality of Bifrost mit der ehemaligen Kleinstadt Riverton zur Rural Municipality of Bifrost – Riverton verschmolzen.

## Liste der Rural Municipalities
| Name                                            | Verwaltungssitz     | Census Div. |
| ----------------------------------------------- | ------------------- | ----------- |
| Rural Municipality of Alexander                 | St. Georges         | 1           |
| Rural Municipality of Alonsa                    | Alonsa              | 17          |
| Rural Municipality of Argyle                    | Baldur              | 4           |
| Rural Municipality of Armstrong                 | Inwood              | 18          |
| Rural Municipality of Bifrost – Riverton*       | Arborg              | 18          |
| Rural Municipality of Boissevain – Morton*      | Boissevain          | 5           |
| Rural Municipality of Brenda – Waskada*         | Beausejour          | 5           |
| Rural Municipality of Brokenhead                | Beausejour          | 12          |
| Rural Municipality of Cartier                   | Elie                | 10          |
| Rural Municipality of Cartwright – Roblin*      | Cartwright          | 4           |
| Rural Municipality of Clanwilliam – Erickson*   | Erickson            | 15          |
| Rural Municipality of Coldwell                  | Lundar              | 18          |
| Rural Municipality of Cornwallis                | Brandon             | 7           |
| Rural Municipality of Dauphin                   | Dauphin             | 17          |
| Rural Municipality of De Salaberry              | St-Pierre-Jolys     | 2           |
| Rural Municipality of Deloraine – Winchester*   | Deloraine           | 5           |
| Rural Municipality of Dufferin                  | Carman              | 3           |
| Rural Municipality of East St. Paul             | East St. Paul       | 13          |
| Rural Municipality of Ellice – Archie           | McAulay             | 15          |
| Rural Municipality of Elton                     | Forrest             | 7           |
| Rural Municipality of Emerson – Franklin*       | Dominion City       | 2           |
| Rural Municipality of Ethelbert*                | Ethelbert           | 17          |
| Rural Municipality of Fisher                    | Fisher Branch       | 18          |
| Rural Municipality of Gilbert Plains*           | Gilbert Plains      | 17          |
| Rural Municipality of Gimli                     | Gimli               | 18          |
| Rural Municipality of Glenboro – South Cypress* | Glenboro            | 7           |
| Rural Municipality of Glenella – Lansdowne*     | Glenella            | 8           |
| Rural Municipality of Grahamdale                | Moosehorn           | 18          |
| Rural Municipality of Grandview*                | Grandview           | 17          |
| Rural Municipality of Grassland*                | Hartney             | 5           |
| Rural Municipality of Grey                      | Elm Creek           | 9           |
| Rural Municipality of Hamiota*                  | Hamiota             | 15          |
| Rural Municipality of Hanover                   | Mitchell            | 2           |
| Rural Municipality of Harrison Park*            | Onanole             | 15          |
| Rural Municipality of Headingley                | Headingley          | 11          |
| Rural Municipality of Kelsey                    | The Pas             | 21          |
| Rural Municipality of Killarney-Turtle Mountain | Killarney           | 5           |
| Rural Municipality of La Broquerie              | La Broquerie        | 2           |
| Rural Municipality of Lac du Bonnet             | Lac du Bonnet       | 1           |
| Rural Municipality of Lakeshore                 | Rorketon            | 17          |
| Rural Municipality of Lorne                     | Somerset            |             |
| Rural Municipality of Louise*                   | Crystal City        | 4           |
| Rural Municipality of Macdonald                 | Sanford             | 10          |
| Rural Municipality of McCreary                  | McCreary            |             |
| Rural Municipality of Minitonas – Bowsman*      | Minitonas           | 20          |
| Rural Municipality of Minto – Odanah*           | Minnedosa           | 15          |
| Rural Municipality of Montcalm                  | Letellier           | 3           |
| Rural Municipality of Morris                    | Morris              | 3           |
| Rural Municipality of Mossey River              | Winnipegosis        | 17          |
| Rural Municipality of Mountain                  | Birch River         | 20          |
| Rural Municipality of Norfolk Treherne*         | Treherne            | 8           |
| Rural Municipality of North Cypress – Langford* | Carberry            | 7           |
| Rural Municipality of North Norfolk*            | MacGregor           | 8           |
| Rural Municipality of Oakland – Wawanesa*       | Nesbitt             | 7           |
| Rural Municipality of Oakview                   | Oak River           | 15          |
| Rural Municipality of Pembina*                  | Manitou             | 4           |
| Rural Municipality of Piney                     | Vassar              | 1           |
| Rural Municipality of Pipestone                 | Reston              | 6           |
| Rural Municipality of Portage la Prairie        | Portage la Prairie  | 9           |
| Rural Municipality of Prairie Lakes             | Belmont             | 5           |
| Rural Municipality of Prairie View*             | Birtle              | 15          |
| Rural Municipality of Reynolds                  | Hadashville         | 1           |
| Rural Municipality of Rhineland*                | Altona              | 3           |
| Rural Municipality of Riding Mountain West      | Inglis              | 16          |
| Rural Municipality of Ritchot                   | St. Adolphe         | 2           |
| Rural Municipality of Riverdale*                | Rivers              | 7           |
| Rural Municipality of Roblin                    | Roblin              | 16          |
| Rural Municipality of Rockwood                  | Stonewall           | 14          |
| Rural Municipality of Roland                    | Roland              | 3           |
| Rural Municipality of Rosedale                  | Neepawa             | 15          |
| Rural Municipality of Rossburn                  | Rossburn            | 16          |
| Rural Municipality of Rosser                    | Rosser              | 14          |
| Rural Municipality of Russell – Binscarth       | Russell             | 16          |
| Rural Municipality of Sifton                    | Oak Lake            | 6           |
| Rural Municipality of Souris – Glenwood*        | Souris              | 7           |
| Rural Municipality of Springfield               | Oakbank             | 12          |
| Rural Municipality of St. Andrews               | Clandeboye          | 13          |
| Rural Municipality of St. Clements              | East Selkirk        | 13          |
| Rural Municipality of St. François Xavier       | St. François Xavier | 10          |
| Rural Municipality of St. Laurent               | St. Laurent         | 18          |
| Rural Municipality of Stanley                   | Stanley             | 3           |
| Rural Municipality of Ste. Anne                 | Ste. Anne           | 2           |
| Rural Municipality of Ste. Rose                 | Ste. Rose du Lac    | 17          |
| Rural Municipality of Stuartburn                | Vita                | 1           |
| Rural Municipality of Swan Valley West          | Swan River          | 20          |
| Rural Municipality of Taché                     | Dufresne            | 2           |
| Rural Municipality of Thompson                  | Miami               | 3           |
| Rural Municipality of Two Borders               | Melita              | 5           |
| Rural Municipality of Victoria                  | Holland             | 8           |
| Rural Municipality of Victoria Beach            | Winnipeg            | 1           |
| Rural Municipality of Wallace – Woodworth       | Virden              | 6           |
| Rural Municipality of West Interlake*           | Eriksdale           | 18          |
| Rural Municipality of West St. Paul             | West St. Paul       | 13          |
| Rural Municipality of WestLake – Gladstone*     | Gladstone           | 8           |
| Rural Municipality of Whitehead                 | Alexander           | 7           |
| Rural Municipality of Whitemouth                | Whitemouth          | 1           |
| Rural Municipality of Woodlands                 | Woodlands           | 14          |
| Rural Municipality of Yellowhead                | Shoal Lake          | 15          |

- verschiedene Landgemeinden führen die Bezeichnung Rural Municipality nicht in der offiziellen Bezeichnung.